# Cerbera złocista

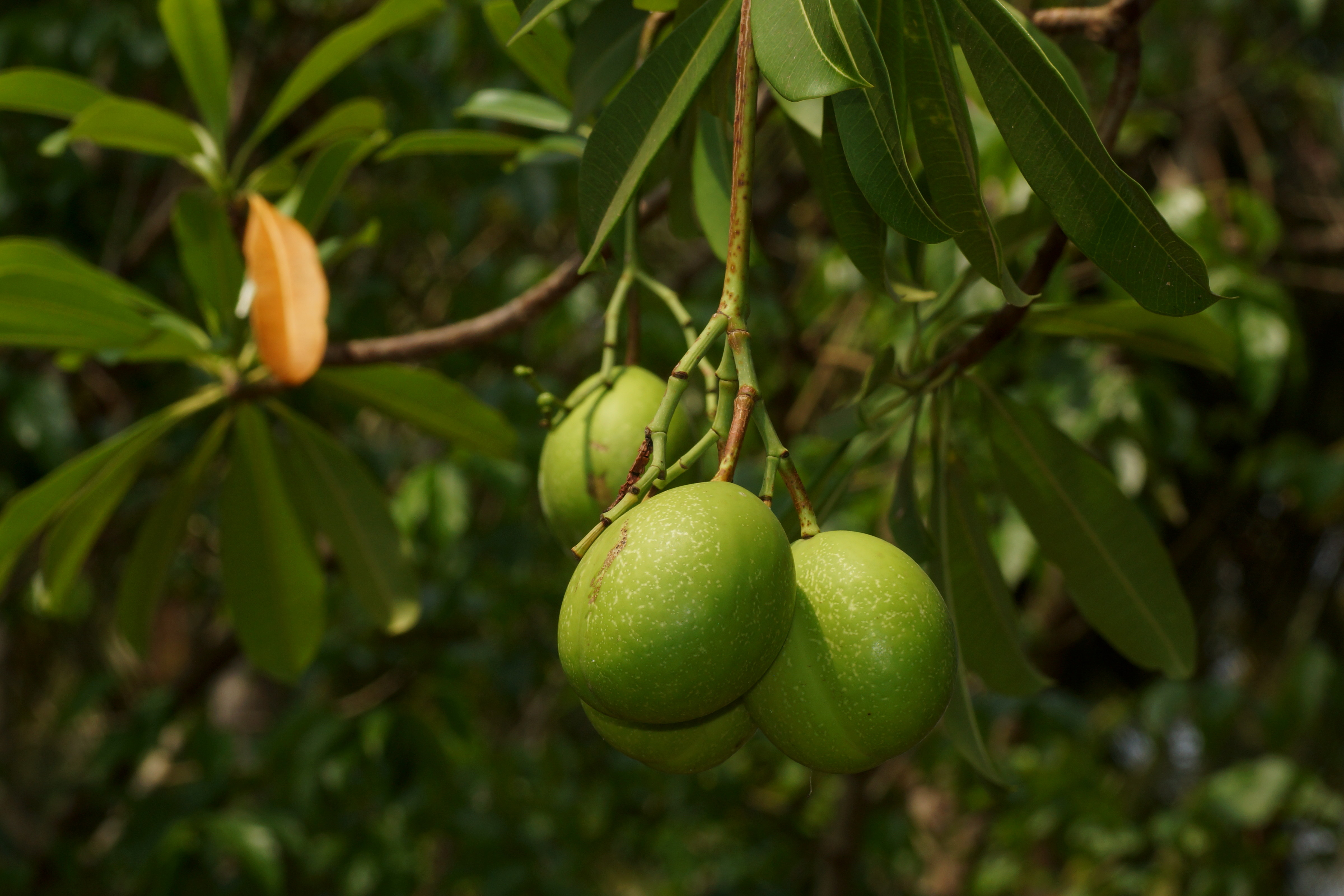
Owoce

Cerbera złocista (Cerbera odollam Gaertn.) – gatunek rośliny z rodziny toinowatych, pochodzący z tropikalnych rejonów Oceanu Indyjskiego i Pacyfiku. Roślina rozprzestrzenia się hydroforycznie, dzięki owocom dryfującym wzdłuż wybrzeża. Preferuje zaplecze namorzynów. Roślina zawiera silnie trujący sok mleczny. Najbardziej toksyczne jest bielmo nasion. Zawarty w nich glikozyd nasercowy zwany cerberyną może spowodować śmierć, stąd zwyczajowa nazwa „drzewo samobójców”.

## Morfologia
PokrójWiecznie zielone drzewo osiągające wysokość do 15 m, korona zaokrąglona, kora szara, spękana.
LiściePodługowato-owalne, ciemnozielone, błyszczące, o długości do 30 cm, z wyraźnie zaostrzoną końcówką.
KwiatyKwiaty barwy białej i jaśminowym zapachu. W gardzieli korony widoczna żółta plamka, z czym wiąże się zwyczajowa nazwa angielska yellow-eyed cerbera.
OwoceDuże pestkowce, przypominający wyglądem owoc mango. Dojrzałe ciemnoczerwone, po opadnięciu egzokarp szybko czernieje i rozpada się. Mezokarp gruby, włóknisty, co pozwala owocom przez długi czas unosić się na wodzie, nie tracąc zdolności do kiełkowania.

## Zastosowanie
- Sadzona jako drzewo ozdobne, ekranujące i cieniodajne.
- Drewno, lekkie i trwałe, wykorzystywane jest do budowy łodzi i w rękodziele artystycznym.
- Różne części rośliny mają zastosowanie lecznicze[5].
- Do XIX w. na Madagaskarze stosowano zażywanie nasion podczas tzw. „sądów bożych”[7]